# László Fassang
Dans le nom hongrois Fassang László, le nom de famille précède le prénom, mais cet article utilise l’ordre habituel en français László Fassang, où le prénom précède le nom.
László Fassang ([la:slo:], [fɒʃɒng]), né le 12 février 1976 à Budapest, est un organiste et pianiste hongrois. Diplômé de l'université de musique Franz-Liszt (Liszt Ferenc Zeneművészeti Egyetem) de Budapest et du Conservatoire national supérieur de musique et de danse de Paris, médaille d’or d’improvisation du Concours international d’orgue de Calgary et lauréat du Grand Prix de Chartres en interprétation.
László Fassang est un virtuose de l'improvisation. Il s'est notamment produit avec des artistes issus d'autres univers musicaux (il improvise à l'orgue, à l'orgue Hammond, au piano) : avec le saxophoniste français Vincent Lê Quang, le joueur traditionnel hongrois de flûtes ethniques et cornemuse Balázs Dongó Szokolay, le guitariste hongrois Gábor Gadó ou encore la chanteuse traditionnelle hongroise Beáta Palya.

## Biographie
Issu d'une famille de musiciens, il commence des études d'orgue à l'âge de 13 ans auprès d'István Baróti. À l'université de musique Franz-Liszt de Budapest, il est élève de Ferenc Gergely, István Ruppert et de la pianiste Ilona Prunyi. Il obtient en 1998 son diplôme d'orgue. Il reçoit une bourse de l'État français pour étudier au Conservatoire national supérieur de musique et de danse de Paris. Ses professeurs sont Olivier Latry et Michel Bouvard, Loïc Mallié, Philippe Lefebvre, Thierry Escaich, et Jean-François Zygel.
En 2000, Fassang prend une année sabbatique pour devenir organiste résident du Sapporo Concert Hall au Japon et enregistre un album sur l'orgue de la salle : interprétation des œuvres de Johann Sebastian Bach et de Franz Liszt, et improvisations.
En 2003, il obtient le prix d'orgue avec mention très bien à l'unanimité premier nommé et celui d'improvisation avec mention très bien. En 2004, il obtient son diplôme d'improvisation générative au piano.
Depuis 2004, il vit à Budapest dans son pays natal. Entre 2004 et 2008, il enseigne l'improvisation au Centre supérieur de musique du Pays basque, à Saint-Sébastien. Depuis septembre 2008, il est professeur à l'université de musique Franz-Liszt. Il assure aussi la programmation des concerts d'orgue du palais des Arts (Művészetek Palotája) de Budapest et donne de nombreux concerts en Hongrie et à l'étranger : France, Allemagne, Pays-Bas, Suisse, Italie, États-Unis.

## Prix
- 1998 : 2e Prix du concours international d'orgue de la ville de Győr (Hongrie)
- 2002 : Médaille d'or d'improvisation du concours international d'orgue de Calgary
- 2002 : 2e Grand Prix d'improvisation et Prix Duruflé au 4e concours international de la Ville de Paris.
- 2003 : 2e Prix ex-æquo du premier concours international franco-allemand de Windesheim, et Prix Spécial pour la meilleure interprétation des œuvres françaises.
- 2004 : Grand Prix d'Interprétation et Prix du public du Concours International d'Orgue au Grand Prix de Chartres
- 2006 : Prix Franz Liszt (Hongrie) et Prix Prima (Hongrie)

## Discographie
- László Fassang au Grand-Orgue de la Cathédrale Notre-Dame de chartres (Intrada, 2006)
- Fassang - Lê Quang, The Course of the Moon (Orpheia, 2007)
- László Fassang, Die Kunst der Orgelimprovisation - Die vier Jahreszeiten (ORGANpromotion, 2008)